# Чечейовецький потік
Чечейовський потік (словац. Čečejovský potok) — річка в Словаччині, права притока Іди, протікає в окрузі Кошиці-околиця.
Довжина — 24.7 км. Витік знаходиться в масиві Воловські гори — на висоті 650 метрів. Протікає територією сіл Рудник, Паньовці, Чечейовці і Мокранці. Впадає Мокранський потік.
Впадає в Іду на висоті 184.5 метра.